# Caciomorpha buquetii
Caciomorpha buquetii är en skalbaggsart som först beskrevs av Guérin-Méneville 1844.  Caciomorpha buquetii ingår i släktet Caciomorpha och familjen långhorningar. Inga underarter finns listade.